# Agim Krajka
Agim Krajka, född 3 maj 1937 i Kavaja i Albanien, död 1 mars 2021, var en framgångsrik albansk kompositör och dragspelare. År 1987 komponerade han låten "Nuk e harroj", som Irma Libohova & Eranda Libohova vann Festivali i Këngës med.

## Biografi
Krajka föddes i staden Kavaja i Tiranë prefektur i västra Albanien, som son i en familj härstammande från Debar (Dibër) i nuvarande Nordmakedonien. Krajka inledde sin musikaliska karriär vid Shtëpinë e Pionerit i huvudstaden Tirana på 1950-talet där han lärde sig spela dragspel, för vilket instrument han skulle komma att bli känd. Han fortsatte att studera komposition vid det statliga konservatoriet i Tirana mellan 1963 och 1968. 1964 blev han en del av Ansamblit të Këngëve dhe Valleve popullore (Sång- och dansensemblen), först som musiker och senare som kompositör och kapellmästare. Han är framförallt känd för sitt nära samarbete med den legendariska sångerskan Vaçe Zela (1939–2014). Krajka komponerade två av Zelas mest kända sånger, "Lemza" och "Djaloshi dhe shiu".
Krajka är även känd för att stå bakom musiken i flera albanska filmer, däribland Zonja nga qyteti och Udha e shkronjave. Krajka har tilldelats orden Artist i Merituar (meriterad artist) för sitt långa bidrag till albansk musik. Han spelade även dragspelssolo i musiken till filmen The Man Who Wasn't There från 2002.
2007 var Krajka en av jurymedlemmarna i Festivali i Këngës 46 som utsåg Olta Boka till tävlingens vinnare. 2013 hade han samma uppdrag i Festivali i Këngës 52 då Hersiana Matmuja korades till segrare. 2009 komponerade han låten "Tirana Broadway" som Goldi Halili slutade på 14:e plats i Festivali i Këngës 48 med. 1985 komponerade han "Partia ime" till Ismail Kadares text som Tonin Tërshana slutade 3:a i Festivali i Këngës 24 med.
På senare år har Krajka ofta kritiserat Festivali i Këngës, bland annat för kapitalisering. Bland annat anklagade han 2011 års vinnare Rona Nishliu för att ha en bra, men skrikig röst när hon tävlade i Eurovision Song Contest 2012. Trots sin kritik ställde Krajka 2013 upp på att vara jurymedlem i Festivali i Këngës. Krajka har bland annat kallat tävlingen för "pseudofestival".

## Filmografi

### Som kompositör
- 1969 – Njësiti guerril
- 1975 – Çifti i Lumtur
- 1976 – Zonja nga qyteti
- 1978 – Në pyjet me borë ka jetë
- 1980 – Një shoqe nga fahati
- 1984 – Lundrimi i parë
- 1987 – Zëvendësi i grave